# 葫蘆姬石蛾
葫蘆姬石蛾（学名：Hydroptila lageniformis）为姬石蛾科姬石蛾屬下的一个种。